# Sonata per a piano núm. 3 (Enescu)
La Sonata per a piano núm. 3 en re major, op. 24, núm. 3, és una sonata per a piano del compositor romanès George Enescu, escrita entre 1933 i 1935.

## Història
Enescu va compondre la seva Tercera Sonata per a piano durant un període especialment fosc de la seva vida. El setembre de 1933 Enescu va ser convocat bruscament des de París a Bucarest per atendre Maruca Cantacuzino, la seva futura esposa amb qui des del 1914 mantenia una relació de vegades problemàtica, i que havia patit un col·lapse mental. Enescu va cancel·lar totes les seves obligacions a l'estranger per estar amb ella durant l'hivern. Després ell mateix va emmalaltir de problemes cardíacs, i això el va obligar a allargar la seva absència de l'escenari de concerts durant la resta de l'any. L'agost de 1934, Maruca va ser hospitalitzada involuntàriament amb un diagnòstic de psicosi d'ansietat en una clínica de Purkersdorf prop de Viena. Això va ser per iniciativa dels seus fills adults, Constantin ("Bâzu") i Alice Cantacuzino, que posteriorment van emprendre accions legals per assegurar-se que ja no se li permetria governar els seus propis assumptes financers. Maruca va entrar en una fase depressiva aguda, vivint en total aïllament, a les fosques i negant-se a menjar. Enescu va assumir les despeses ocasionades pel seu estat i es va retirar a una habitació al soterrani d'una casa llogada al bulevar Kiseleff de Bucarest, on es va dedicar com va poder a la composició.
La Sonata per a piano es va compondre bastant ràpidament. Segons les anotacions del manuscrit, el primer moviment es va completar el 21 d'octubre de 1933, seguit del segon el 22 de novembre, i el final es va acabar el 8 de gener de 1934. Poc després de la seva finalització inicial, Enescu va escriure a Edmond Fleg, llibretista de la seva òpera Œdipe, informant el 30 de gener de 1934: "Em consolo refugiant-me en la composició. El resultat és una nova sonata per a piano, ... plena d'alegria, en total contrast amb l'atmosfera que l'envolta!". Com era el seu costum, Enescu va permetre que la partitura "descansés" durant un temps (mentre treballava a l'orquestració del primer moviment de la seva Quarta Simfonia), tornant a la sonata l'any següent per fer les revisions finals del segon i tercer moviment, completats respectivament el 2 i l'11 de maig de 1935.

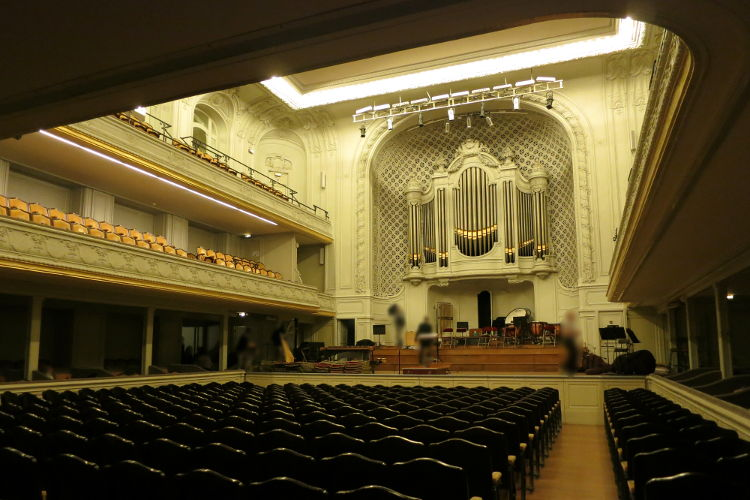
La Salle Gaveau, on es va estrenar la Tercera Sonata

Enescu va fer una lectura privada de la sonata a un cercle d'amics a Bucarest el juliol de 1934, però l'estrena pública no va tenir lloc fins al 6 de desembre de 1938, en una actuació del dedicat de la partitura, Marcel Ciampi, a la Salle Gaveau de París.
Enescu va designar l'obra com la seva tercera sonata per a piano. La Primera Sonata, acabada l'any 1924, havia rebut l'opus número 24 i, com va fer en alguns altres casos, Enescu va afegir la nova sonata a aquest número de l'opus, com Op. 24, número 3. Això suggereix que hauria d'existir una Segona Sonata, però no s'ha trobat cap rastre d'aquesta obra. Durant una discussió en una conferència sobre Enescu l'any 1967, Marcel Mihalovici, que havia estat un amic proper del compositor, va dir que quan li va preguntar sobre aquesta obra desapareguda, Enescu va respondre que la tenia completament al cap, i que algun dia la posaria en paper. Però aquell dia mai va arribar, i Enescu va morir sense fer-ho.

## Anàlisi
La Sonata consta de tres moviments:
- Vivace con brio
- Andantino cantabile
- Allegro con spirito

L'estil de l'obra és neoclàssic, amb especial referència a clavecinistes com François Couperin i Domenico Scarlatti, però també recordant el Tombeau de Couperin de Ravel.
El moviment d'obertura és en forma sonata-allegro, encara que alguns aspectes estan oberts a la interpretació. Pascal Bentoiu proposa que es tracta d'una adaptació una mica excèntrica de la forma, amb dues recapitulacions, separades per un pas de pont.
El segon moviment, Andantino cantabile, pren com a tema principal una versió modificada del tema secundari del primer moviment, amb una qualitat més onírica i inicialment amb una presentació monòdica, seguida immediatament d'una variant harmonitzada. Malgrat el caràcter sinuós, meditatiu, a la deriva i doină del moviment, es presenta en forma de sonata-allegro, però aquesta vegada amb dues seccions de desenvolupament, una recapitulació inusualment complexa i una coda.
El finale és un "rondó capritxós", desenvolupat principalment a partir del segon tema del moviment lent. Comença amb figuracions que han estat descrites com "el tintineig de campanes" i, després d'una breu interrupció, s'inicia en un flux implacable, semblant a una tocata, que continua fins al final del moviment. En el procés, tots els materials dels moviments precedents es revisiten i es transformen en un "tour de force de recombinació cíclica".